# Die Eheschule
Die Eheschule ist ein deutsches Stummfilmlustspiel aus dem Jahre 1917 von William Karfiol mit Trude Hesterberg und Paul Westermeier in den Hauptrollen.

## Handlung
Der dynamische Egon von Flottheim, ein eleganter, lebensfroher Bonvivant, hat die etwas spießbürgerliche Lieschen geheiratet, die mit ihrer strengen Erziehung dieser Ehe jede Leichtigkeit und jeden Spaß nimmt. Um sie umzupolen, bringt eine gemeinsame Bekannte das brave Lieschen zu Asta Arco, die im selben Haus der Flottheims wohnt und als Kokotte gilt. Asta war einst des flotten Egons lebenslustige Freundin und soll nun dem traurigen Lieschen ein bisschen Chic und weibliches Raffinement beibringen. 
Tatsächlich erweist sich Astas Unterweisung als richtige „Eheschule“, und Lieschen erlernt alles darüber, wie man seinen Gatten so richtig heiß macht. Als Egon einmal von einer kleinen Zechtour nach Hause zurückkehrt, glaubt er sich wie im falschen Film: Sowohl die eheliche Wohnung als auch Lieschen ist ganz den Vorstellungen Astas nachgestaltet, so dass er überhaupt nicht mehr erkennt, ob er nun bei seiner braven Gattin oder der kessen Asta gelandet ist. So ist die kleine Eheberatung zu einem richtigen Erfolg geworden und gibt beider Zusammenleben neuen Esprit.

## Produktionsnotizen
Die Eheschule passierte die Filmzensur im Juli 1917 und wurde im darauf folgenden Monat in Berlins Mozartsaal uraufgeführt. Der mittellange Film besaß eine Länge von 1004 Metern, verteilt auf drei Akte.

## Kritik
Paimann’s Filmlisten resümierte: „Humoristik diskret, Spiel und Szenerie sehr gut, Photos ausgezeichnet.“